# Віктор Ляршанде

Віктор Ляршанде (фр. Victor Larchandet; повне ім'я фр. Marie Victor Xavier Lardanchet); (29 грудня 1863, Ден — ?) — французький регбіст, чемпіон літніх Олімпійських ігор 1900 року.

## Спортивна кар'єра
Під час кар'єри репрезентував клуб U.A.I.
Разом із іншими паризькими спортсменами взяв участь у змаганнях з регбі на літніх Олімпійських іграх 1900. Виступив у двох змаганнях, коли 14 жовтня команда Франції отримала перемогу над Німеччиною з рахунком 27:17. Два тижні пізніше, вони здобули перемогу над Великою Британією з рахунком 27:8. Вигравши ці два найважливіші поєдинки, Франція отримала золоту медаль.